# 彭養光

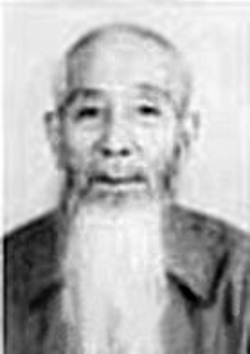
彭养光

彭養光（1873年—1946年）字临九，湖北钟祥客店人，中国民主革命家，中华民国政治人物。

## 生平
彭養光清朝光绪年间中秀才。1905年，彭养光在武昌加入中国同盟会。1906年加入日知会，参加了萍浏醴起义。起义失败后，彭養光回到武昌，组织“安郡公益社”并任社长。1906年，日知会失败，刘静庵等人被捕入狱。彭养光和革命党人多方营救。后来，彭养光赴四川。1911年，与在四川的湖北籍革命党人参加了四川的反清武装起义。
1911年武昌起义后，彭养光返回湖北，任鄂军都督府参议。1912年，当选为中华民国第一届国会候补议员。1913年宋教仁遇刺身亡后，在国会提出弹劾案，并参与湖北改进团、参谋团，此后遭袁世凯通缉，乃流亡日本，继续参与讨袁活动。1914年，彭养光在日本参加中华革命党，曾主持长崎的党务。1915年，奉孙中山之命回到中国，在武昌成立中华革命党分部。
1917年，南下参加孙中山在广州开展的护法运动，作为国会众议员出席广州国会非常会议。1921年后，彭养光曾赴鄂西游说南军各部联合反对湖北督军王占元。1923年因反对曹锟贿选而遭逮捕。获释后，任孙中山大元帅府军事特派员，后随孙中山赴北京。1925年，任段祺瑞政府临时参政院参政。
1929年，彭养光回到家乡钟祥，任钟祥县县长。1931年，赴南京任立法院立法委员。九一八事变后，彭养光致函日本首相犬养毅，斥责日本军国主义，反对日本实行武装侵略。
1946年，彭养光病逝。

## 荣誉
- 三等景星勋章（1946年1月1日批准[4]）